# صفيراء عجفاء
صفيراء عجفاء (الاسم العلمي:Sophora exigua) هي نوع من النباتات يتبع جنس الصفيراء من الفصيلة البقولية.